# ダウラト・ハーン・ローディー
ダウラト・ハーン・ローディー（? - 1414年）は、インド北部を支配したトゥグルク朝の第9代、すなわち最後の君主（在位：1413年 - 1414年）。

## 生涯
トゥグルク朝と直接の血縁関係は無く、アフガン系のローディー族出身といわれる。
末期状態にあったトゥグルク朝で強力な臣下として権力を握り、1413年にナーシルッディーン・マフムード・シャーが崩御して王家が断絶すると後継者として即位した。
しかし、このために求心力までも失ったトゥグルク朝はさらに混乱し、1414年にティムールの旧臣だったヒズル・ハーンの侵攻を受けて打ち負かされ、ここにトゥグルク朝は滅亡した。